# Polyommatus adulterinus
Polyommatus adulterinus är en fjärilsart som beskrevs av Heydemann 1955. Polyommatus adulterinus ingår i släktet Polyommatus och familjen juvelvingar. Inga underarter finns listade i Catalogue of Life.